# StudioCanal
StudioCanal er et fransk filmselskab, der medproducerer, køber og distribuerer film. Firmaet er en del af Canal+ Groupe. Firmaet opererer primært i Frankrig, Tyskland, Storbritannien, Australien og New Zealand.